# Periodo parlamentario 1990-1992 del Congreso de la República del Perú
El Periodo parlamentario 1990-1992 del Congreso de la República del Perú corresponde a las sesiones legislativas del congreso de tipo bicameral elegido en las elecciones generales de 1990 en que se renovó totalmente la Cámara de Disputados y la Cámara de Senadores para un término de cinco años. Se instaló el 27 de julio de 1990 y concluyó el 5 de abril de 1992. 
Originalmente, este periodo parlamentario debía finalizar el 28 de julio de 1995, pero el 5 de abril de 1992 se produjo el llamado Autogolpe de Estado mediante el cual el entonces presidente Alberto Fujimori dispuso, entre otras medidas, la disolución del Congreso de la República.

## Conformación
En 1990, el primer gobierno de Alan García convocó a elecciones generales para abril de dicho año. Resultó victorioso Alberto Fujimori en segunda vuelta, pero no obtuvo la mayoría parlamentaria, sino su partido Cambio 90. Este Congreso fue disuelto el 5 de abril de 1992 por el autogolpe de estado de Fujimori. El Congreso Bicameral siguió sesionando en secreto en el Colegio de Abogados de Lima, donde le prestaron juramento a Máximo San Román como presidente constitucional. Lo que siguió fue una elección para el Congreso Constituyente Democrático.

### Senado
| Agrupación política                                   | N.º        |
| ----------------------------------------------------- | ---------- |
| Frente Democrático                                    | 20         |
| Partido Aprista Peruano                               | 16         |
| Cambio 90                                             | 14         |
| Izquierda Unida                                       | 6          |
| Izquierda Socialista                                  | 3          |
| Frente Nacional de Trabajadores y Campesinos del Perú | 1          |
| Total                                                 | 60 Curules |

### Cámara de Diputados
| Agrupación política                                   | N.º         |
| ----------------------------------------------------- | ----------- |
| Frente Democrático                                    | 62          |
| Partido Aprista Peruano                               | 53          |
| Cambio 90                                             | 32          |
| Izquierda Unida                                       | 16          |
| Frente Independiente Moralizador                      | 7           |
| Izquierda Socialista                                  | 4           |
| Frente Nacional de Trabajadores y Campesinos del Perú | 3           |
| Movimiento Regionalista Loretano                      | 1           |
| Frente Tacneñista                                     | 1           |
| Acuerdo Popular                                       | 1           |
| Total                                                 | 180 Curules |

## Sesiones del Congreso después del 5 de abril
El depuesto Congreso del Perú siguió reuniéndose inicialmente en secreto y luego sesionando en el Colegio de Abogados de Lima. La primera norma del Congreso fue declarar la vacancia de Alberto Fujimori y nombrar al vicepresidente Máximo San Román como presidente constitucional del Perú.
Máximo San Román asumió el cargo de presidente el martes 21 de abril de 1992, en el auditorio del Colegio de Abogados de Lima, recibiendo la banda presidencial de manos del expresidente Fernando Belaúnde Terry. San Román fue presidente en la sombra hasta que el sábado 9 de enero de 1993 el Congreso Constituyente Democrático dictó una ley que declaraba a Alberto Fujimori presidente constitucional.
San Román realizó un llamado a las Fuerzas Armadas para deponer a Fujimori sin obtener apoyo, a lo cual se sumaron el respaldo de la OEA a Fujimori y las medidas para convocar al Congreso Constituyente Democrático.

## Mesas directivas
| Cargo                  | Titular                      | Partido              |
| ---------------------- | ---------------------------- | -------------------- |
| Presidente             | Máximo San Román Cáceres     | Cambio 90            |
| Primer vicepresidente  | Enrique Bernales Ballesteros | Izquierda Socialista |
| Segundo vicepresidente | Julián Bustamante Cabello    | Cambio 90            |
| Primer secretario      | Víctor Arroyo Cuyubamba      | Cambio 90            |
| Segundo secretario     | Oswaldo Lescano Peralta      | Cambio 90            |
| Pró-Secretario         | Luis Vivanco Amorín          | Cambio 90            |

| Cargo                  | Titular                       | Partido   |
| ---------------------- | ----------------------------- | --------- |
| Presidente             | Víctor Paredes Guerra         | Cambio 90 |
| Primer vicepresidente  | Wilfredo Álvarez Valer        | Cambio 90 |
| Segundo vicepresidente | Óscar Cruzado Huby            | Cambio 90 |
| Primer Secretario      | Roberto Miranda Moreno        | Cambio 90 |
| Segundo Secretario     | José Luis Hurtado Zamudio     | Cambio 90 |
| Pró-Secretario         | Carlos Eduardo Castillo Hoyos | Cambio 90 |

| Cargo                  | Titular                  | Partido                 |
| ---------------------- | ------------------------ | ----------------------- |
| Presidente             | Felipe Osterling Parodi  | Frente Democrático      |
| Primer vicepresidente  | Germán Escalante Bolaños | Cambio 90               |
| Segundo vicepresidente | Eugenio Chang Cruz       | Partido Aprista Peruano |
| Primer secretario      | Tomás Gonzales Reátegui  | Frente Democrático      |
| Segundo secretario     | Jorge Torres Vallejo     | Frente Democrático      |
| Pró-Secretario         | Luis Bedoya de Vivanco   | Frente Democrático      |

| Cargo                  | Titular                    | Partido            |
| ---------------------- | -------------------------- | ------------------ |
| Presidente             | Roberto Ramírez del Villar | Frente Democrático |
| Primer vicepresidente  | César Barrera Bazán        | Izquierda Unida    |
| Segundo vicepresidente | Aurelio Loret de Mola      | Frente Democrático |
| Primer Secretario      | Óscar Urviola Hani         | Frente Democrático |
| Segundo Secretario     | Alberto Quintanilla Chacón | Izquierda Unida    |
| Pró-Secretario         | Guillermo Yoshikawa Torres | Cambio 90          |